# Ledung
Ledung eller leding (fornsvenska leþunger, fornnorska och fornisländska leiðangr), var en medeltida militär term för krigståg främst till sjöss, och en lagstiftning om värnplikt och ledungsskatter. Ledungsordningen tillämpades i de tre nordiska rikena. I Sverige är den känd genom omnämnanden i vissa av landskapslagarna och indirekta referenser i det medeltida skattesystemet. Organisationen omfattade två huvuduppgifter, krigsledung eller "utrodd" (útróðr) och kustbevakning (wardhald).
Ledungen syftade till att ställa till konungens förfogande en folklig krigsstyrka gentemot andra riken eller emot vikingar och sjörövare. Ledungen skilde sig dels från bondehärar och uppbåd man ur huse som kunde tillgripas till rikets försvar, dels från konungens hirdmän. Varje år hade kungen rätt att i viss ordning bjuda ut ledung. Den storman som ensam förmådde utrusta ett ledungsskepp åtnjöt enligt vissa lagstadganden särskilda förmåner. Redan inom ledungsordningen kan man alltså se begynnelsen till bildandet av ett frälse.

## Indelning
Ledungsskyldigheten utgick i vissa landskap efter härad eller hundare, i andra efter skeppslag (som i många fall senare blev tingslag). Dessa enheter utrustade var och en ett visst antal skepp. Ibland utgjorde skeppslag underindelning av hundare. Även underindelning i hamna förekom. 

## Regionala variationer
Ledungsskyldighet tillämpades i trakterna utefter rikets östkust; från Ångermanland i norr ned till riksgränsen mot Blekinge i söder, samt Öland, Gotland och åtminstone sydvästra delen av Finland. Särskilt i det gamla sveaväldet sträckte sig ledungsskyldigheten långt inåt landet till Närke. I Västergötland och det inre av Småland var däremot ledungsordningen inte införd. I Bohuslän användes beteckningen Skeppsreda. Lagstiftningen och tidpunkt för införande skiljer sig mellan olika landskap. På Gotland infördes ledungen vid mitten av 1100-talet och omreglerades 1285. Hälsingelagen befriade folket i Umeå och landet norr därom från ledungsplikt, i utbyte mot bågaskatt.

### Upplandslagen
Varje hundare i Uppland utrustade fyra skepp och varje skeppslag troligen ett skepp eller en stridssnäcka. 
Upplandslagen säger i sin konungabalk, tionde flocken, följande om ledungen:
| ”                       | "Nu bjuder konungen ut lid och ledung, han bjuder ut rodd och redskap; då skall man namnge hamn och stam och styrman och alla roddare" (Nu biuþer kunungar liþ och leþung utt, biuþær utt roþ ok reþ, þa skal næmpnæ hampn ok stampn ok styriman ok hasætæ allæ). | „ |
| – Upplandslagen (1296). | |   |

De uppländska folklanden Attundaland, Tiundaland och Fjädrundaland utgjordes av åtta, tio, respektive fyra hundare. Från upptagningsområdets 22 hund eller hundare fick man alltså ihop cirka 2200 krigare fördelade på omkring 88 stridssnäckor. Därtill kom kustområdet Roden (vilket sträckte sig in i Mälaren). Namnet på det finska landskapet Satakunda (fi: Satakunta) är en direkt finsk översättning av ordet hundare och det spekuleras att någon form av ledung fanns också i det medeltida Finland.
Ordet ledung har föreslagits som etymologi till Lidingö, men öns namn har förmodligen annat ursprung.

## Utrustning och organisation
Varje gång kungen utlyste ledung skulle en vapenför man från varje hamna ställa upp vid skeppet med sköld och svärd, spjut och järnhatt,  harnesk eller pansar och båge med tre tolfter pilar. Vapnen kallades folkvapen, och skulle alltid hållas beredda i händelse av krigshot, vilket kallades landvärn.
Ett hundare skulle ställa upp med 100 man och fyra stridskepp, också kallade snäckor, vilka användes under ledungen.
Varje skepp hade alltså tolv gånger två roddare, totalt tjugofyra, och en styrman, som möjligen var befälhavare. 
Med på skeppet kanske också var en bryte som ansvarade för kosthållning och matlagning, (han "bröt" brödet) och möjligen kom han från ortens husby där kanske också skeppen normalt låg skyddade.
Norge hade ett liknande indelningsystem, som kallades fylken.
Ledungsflottan seglade, enligt Södermannalagen vid pingst.
Om man inte ställde upp med skepp och roddare fick man böta, och denna böter kan ha varit den första skatten.
Alltså behövdes ingen ledung, fick man betala kontant: tre marker för en hamna, och fyrtio marker för ett skeppslag.

## Forskning och källkritik
Huvudkällan till ledungarna och hur de organiserades är de medeltida landskapslagarna. Äldre forskning antog ofta att lagtexterna beskrev faktiska förhållanden såsom dessa tog sig ut. I äldre forskning (till exempel Hafström, se källor nedan) menade man dessutom att ledungsorganisationen tillkommit tidigt och hade rötter bakåt, till förhistorisk tid. Nutida arkeologer och medeltidshistoriker menar istället att ledungsorganisationen tillkom senare. 
Under vikingatiden har troligen lokala hövdingar kunnat skapat tillfälliga bondeuppbåd. Den organiserade kungliga ledungen antas först ha tillkommit i Danmark på 1000-talet. Hundaret omtalas på Runstenen vid Vallentuna kyrka Upplands runinskrifter 212 från slutet av 1000-talet. Tittar man däremot på folklandsindelningen såsom den existerar på 1200-talet kan den knappast vara äldre än tidigt 1100-tal. Därför måste man tänka sig att ledungen i ett tidigare skede varit organiserat på ett annat vis.